# Fritz Bützberger
Fritz Bützberger (* 26. März 1862 in Bleienbach, Kanton Bern; † 1. November 1922 in Bern) war ein Schweizer Mathematiker.

## Leben
Bützberger besuchte die Schulen in Bleienbach und Langenthal und das Gymnasium in Burgdorf und studierte ab 1880 am Polytechnikum in Zürich um Mathematik- und Physiklehrer zu werden. Nach dem Abschluss 1884 wurde er Mathematiklehrer in Langenthal. Daneben promovierte er 1888 an der Universität Bern bei Ludwig Schläfli summa cum laude mit der Dissertation: Ein mit der Theorie algebraischer Flächen zusammenhängendes planimetrisches Problem. 1896 wurde er Mathematiklehrer an der Kantonsschule Zürich und hielt gleichzeitig Vorlesungen über Darstellende Geometrie an der Universität Zürich. Nachdem er schon ab 1899 vor allem angehende Ingenieure unterrichtete, ging er 1903 an die Technikerschule in Burgdorf.
Von ihm stammen mehrere Lehr- und Schulbücher. Er veröffentlichte über Geometrie (Ovoide) und gab die in der Stadtbibliothek Bern von Johann Heinrich Graf gefundenen Aufzeichnungen von Jakob Steiner aus den Jahren 1923 bis 1826 im Auftrag der Berner Naturforschenden Gesellschaft heraus.
1896/97 war er im Organisationskomitee des ersten Internationalen Mathematikerkongresses in Zürich.

## Schriften
- Lehrbuch der ebenen Trigonometrie, Zürich, 4. Auflage 1910
- Lehrbuch der Stereometrie, Zürich, 3. Auflage 1916
- Lehrbuch der Arithmetik und Algebra für Mittelschulen, Zürich, 2. Auflage 1920